# 路易斯·薩奇爾
路易斯·薩奇爾（Louis Sachar，1954年3月20日—）是一位美國作家。出生於美國紐約，畢業於法律學院。

## 著作

### 《歪歪小學要倒了》系列
- 歪歪小學的荒誕故事 (1978年)
- 歪歪小學要倒了 (1989年)
- 歪歪小學來了一個小小陌生人 (1995年)

### 《洞》系列
- 洞 (1998年，2003年由迪士尼改編成電影:洞)[2]
- 小步小步走(洞續集)

### 其他
- 女生廁所裡有個男生 (1988年)
- 失去臉孔的男生 (1989年)
- 狗不說笑話，我說 (1991年) [1]
- 豬城俱樂部
- 爛泥怪

## 外部連結
- 個人網頁(英文) （页面存档备份，存于）